# Pareuxoa luteicosta
Pareuxoa luteicosta là một loài bướm đêm thuộc họ Noctuidae. Nó được tìm thấy ở vùng Maule của Chile.
Sải cánh dài khoảng 32 mm. Con trưởng thành bay từ tháng 1 đến tháng 3.